# 오이먀콘
오이먀콘(러시아어: Оймяко́н, 야쿠트어: Өймөкөөн)은 러시아의 사하 공화국 오이먀콘스키 지역에 위치한 작은 마을로써, 인디기르카강 상류 분지에 위치한다. 오이먀콘의 평균 겨울 기온은 약 섭씨 영하 50℃로, 남극을 제외하고 인간이 거주하는 곳 중에서 가장 춥다.

## 어원
마을의 이름은 야쿠트어의 단어 얼지 않는 물에서 유래되었는데, 이는 근처에 자연 온천이 있기 때문이다. 지표면은 영구동토 상태이다.

## 지리
사하 공화국에서 동쪽에 있으며, 500여명이 거주하고 있다. 고도는 해수면에서 750 m다.

### 기후
마을은 2,000 m급인 세 개의 산맥에 둘러싸여 북극에서 내려온 찬 공기가 머무르며 매우 추운 기후를 만들어 낸다. 겨울철에는 영하 71.2℃까지 떨어져 남극을 제외한 세계의 한극이라고 불린다. 오이먀콘 기상대에서 1933년 2월 6일 영하 67.7℃가 기록되었다. 이는 남극을 제외한 인간이 거주 중인 곳 중 세계에서 가장 낮은 기온으로 기록되었다.
| 오이먀콘의 기후          | 오이먀콘의 기후 | 오이먀콘의 기후 | 오이먀콘의 기후 | 오이먀콘의 기후 | 오이먀콘의 기후 | 오이먀콘의 기후 | 오이먀콘의 기후 | 오이먀콘의 기후 | 오이먀콘의 기후 | 오이먀콘의 기후 | 오이먀콘의 기후 | 오이먀콘의 기후 | 오이먀콘의 기후 |
| 월                       | 1월             | 2월             | 3월             | 4월             | 5월             | 6월             | 7월             | 8월             | 9월             | 10월            | 11월            | 12월            | 연간            |
| ------------------------ | --------------- | --------------- | --------------- | --------------- | --------------- | --------------- | --------------- | --------------- | --------------- | --------------- | --------------- | --------------- | --------------- |
| 역대 최고 기온 °C (°F)   | −16.6 (2.1)     | −16.2 (2.8)     | 2.0 (35.6)      | 11.7 (53.1)     | 26.2 (79.2)     | 31.1 (88.0)     | 34.6 (94.3)     | 31.4 (88.5)     | 23.7 (74.7)     | 11.0 (51.8)     | −2.1 (28.2)     | −6.5 (20.3)     | 34.6 (94.3)     |
| 일평균 최고 기온 °C (°F) | −42 (−44)       | −35.4 (−31.7)   | −21.8 (−7.2)    | −3.9 (25.0)     | 8.8 (47.8)      | 19.7 (67.5)     | 22.3 (72.1)     | 18.2 (64.8)     | 8.6 (47.5)      | −9.6 (14.7)     | −32.3 (−26.1)   | −42.2 (−44.0)   | −8.5 (16.7)     |
| 일일 평균 기온 °C (°F)   | −46 (−51)       | −42 (−44)       | −32.5 (−26.5)   | −14 (7)         | 2.4 (36.3)      | 12.2 (54.0)     | 14.4 (57.9)     | 10.2 (50.4)     | 1.8 (35.2)      | −15.4 (4.3)     | −36.7 (−34.1)   | −45.5 (−49.9)   | −16 (3)         |
| 일평균 최저 기온 °C (°F) | −49.8 (−57.6)   | −47.4 (−53.3)   | −41.2 (−42.2)   | −24.3 (−11.7)   | −5.1 (22.8)     | 3.4 (38.1)      | 5.6 (42.1)      | 2.0 (35.6)      | −4.5 (23.9)     | −21.1 (−6.0)    | −41.1 (−42.0)   | −49 (−56)       | −22.7 (−8.9)    |
| 역대 최저 기온 °C (°F)   | −65.4 (−85.7)   | −71.2 (−96.2)   | −60.6 (−77.1)   | −46.4 (−51.5)   | −28.9 (−20.0)   | −9.7 (14.5)     | −9.3 (15.3)     | −17.1 (1.2)     | −25.3 (−13.5)   | −47.6 (−53.7)   | −58.5 (−73.3)   | −62.8 (−81.0)   | −71.2 (−96.2)   |
| 평균 강수량 mm (인치)    | 8 (0.3)         | 7 (0.3)         | 5 (0.2)         | 5 (0.2)         | 12 (0.5)        | 34 (1.3)        | 48 (1.9)        | 38 (1.5)        | 22 (0.9)        | 16 (0.6)        | 12 (0.5)        | 8 (0.3)         | 215 (8.5)       |
| 출처: КЛИМАТ ОЙМЯКОНА    |                 |                 |                 |                 |                 |                 |                 |                 |                 |                 |                 |                 |                 |

## 역사
제2차 세계 대전 중 미국과 소련을 잇는 항공 노선인 ALSIB를 위해 근처에 비행장이 건설되었으며, 미국의 항공기를 동부 전선으로 수송하는데 사용되었다.

## 종교
거주민 대부분이 동방 정교회이거나 무종교인이다. 아이이교, 샤머니즘 신자도 일부 존재한다.

## 같이 보기
- 베르호얀스크
- 야쿠츠크
- 서밋 캠프
- 오이먀콘고원